# Pinilla del Valle
Pinilla del Valle és un municipi del Nord-est de la Comunitat de Madrid. situat entre les localitats de Rascafría i Lozoya és una franja molt estreta que va del riu Lozoya fins al cordal que divideix les províncies de Madrid i Segòvia.

## Història
En la cova de Pinilla s'han trobat vestigis arqueològics del Paleolític i de l'edat del bronze. El seu poblament definitiu, no obstant això, comença en l'edat mitjana arran de la reconquesta per part dels reis de Castella de la vall de Lozoya. L'edifici històric més important és l'església de San Miguel, construïda en el segle xvi.

## Naturalesa
Posseïx un clima típic de muntanya, amb hiverns freds i estius temperats. Les precipitacions són majors que en la resta de la Comunitat de Madrid i, gràcies a això, gaudeix d'una rica vegetació. A la vora de l'embassament abunden els àlbers i els boscos de freixes. En el pis superior apareixen les rouredes i les pinedes que serveixen de frontera entre les dues Castelles. En els vessants de la muntanya hi ha multitud de prats oberts per a la pastura de la ramaderia.

## Economia
El fet d'estar situat a la vora mateixa de l'embassament de Pinilla, que reté les aigües del riu Lozoya en el seu curs alt, Pinilla del Valle s'ha convertit en un poble turístic, activitat aquesta que constituïx avui la seva principal font d'ingressos. Abans de la irrupció del turisme rural, els habitants de Pinilla del Valle vivien de la ramaderia, les hortes i les explotacions forestals.